# Barbirey-sur-Ouche
Barbirey-sur-Ouche [baʁbiʁɛ syʁ uʃ] ist eine französische Gemeinde mit 242 Einwohnern (Stand 1. Januar 2022) im Département Côte-d’Or in der Region Bourgogne-Franche-Comté. Sie gehört zum Arrondissement Dijon und zum Kanton Talant.
Barbirey-sur-Ouche wird umgeben von Remilly-en-Montagne im Norden, von Gissey-sur-Ouche im Osten, von Saint-Victor-sur-Ouche im Süden und von Commarin im Westen.

## Bevölkerungsentwicklung
| Jahr                       | 1962 | 1968 | 1975 | 1982 | 1990 | 1999 | 2008 | 2012 | 2019 |
| Einwohner                  | 137  | 124  | 108  | 140  | 177  | 224  | 266  | 245  | 211  |
| Quellen: Cassini und INSEE |      |      |      |      |      |      |      |      |      |

## Sehenswürdigkeiten
- Schloss Barbirey (frz. Château de Barbirey), erbaut vom 18. bis zum 19. Jahrhundert

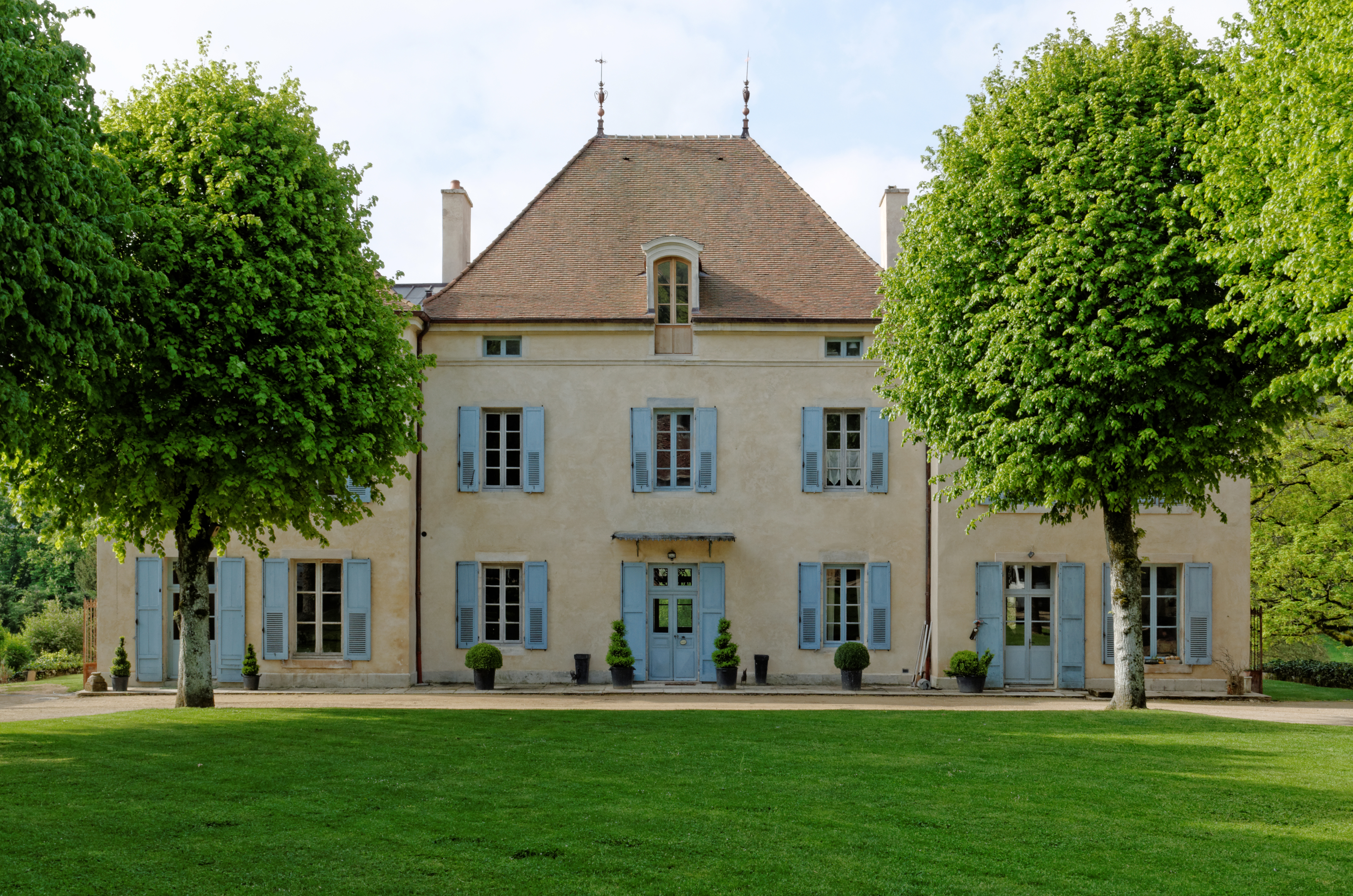
Front des Schlosses
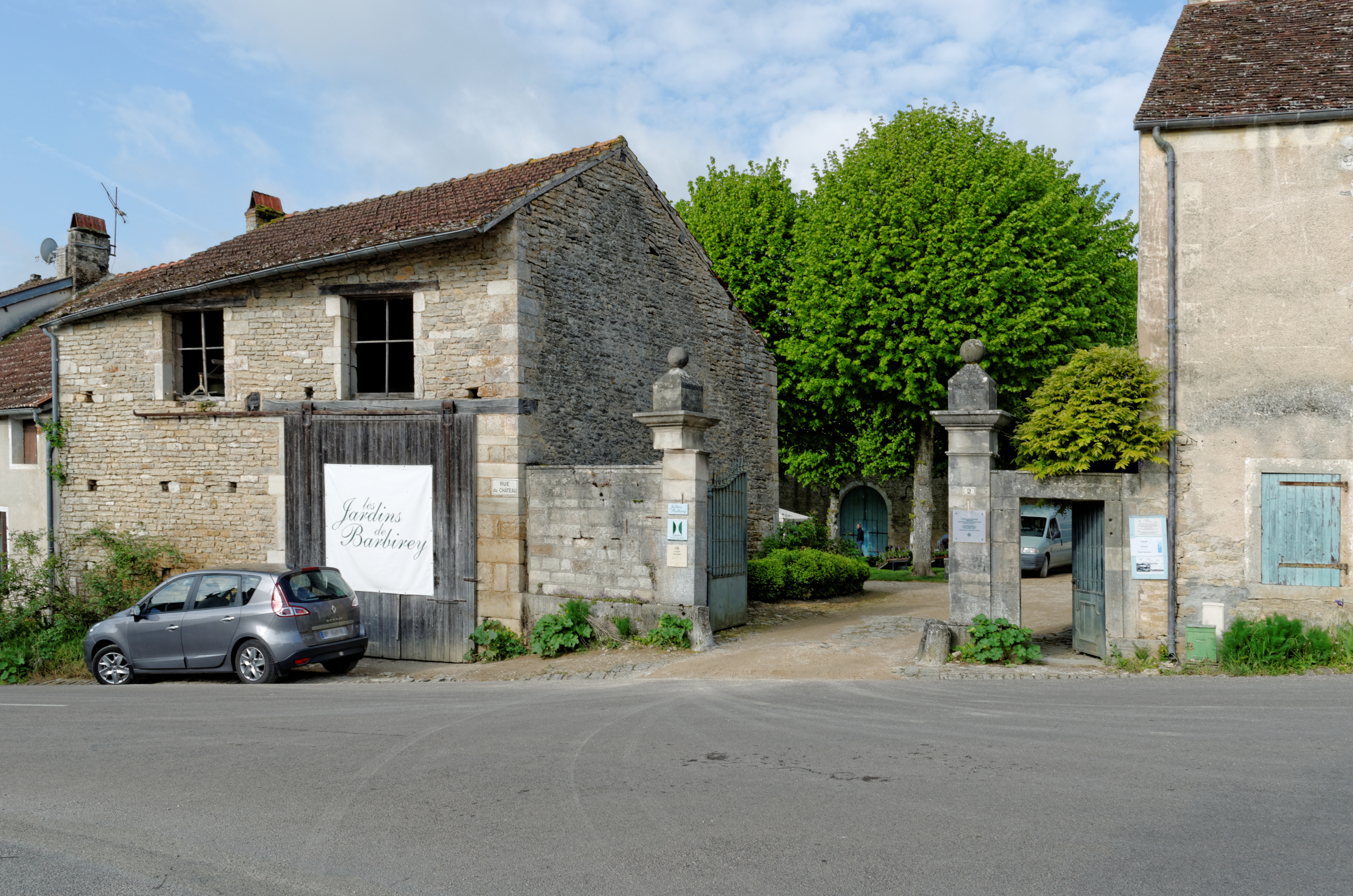
Eingang zum Schloss
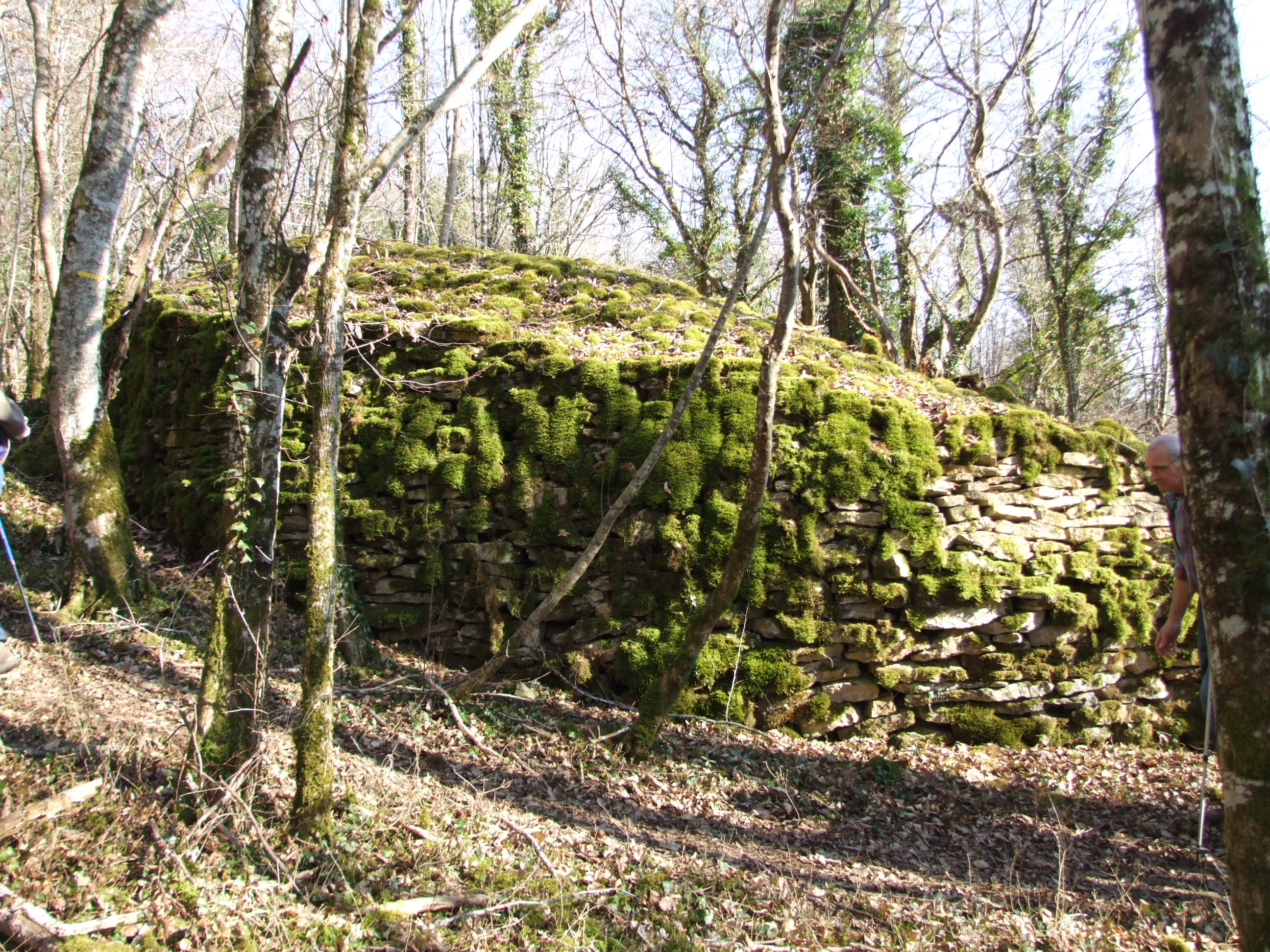
Tumulus von Barbirey-sur-Ouche – La Table du Druide
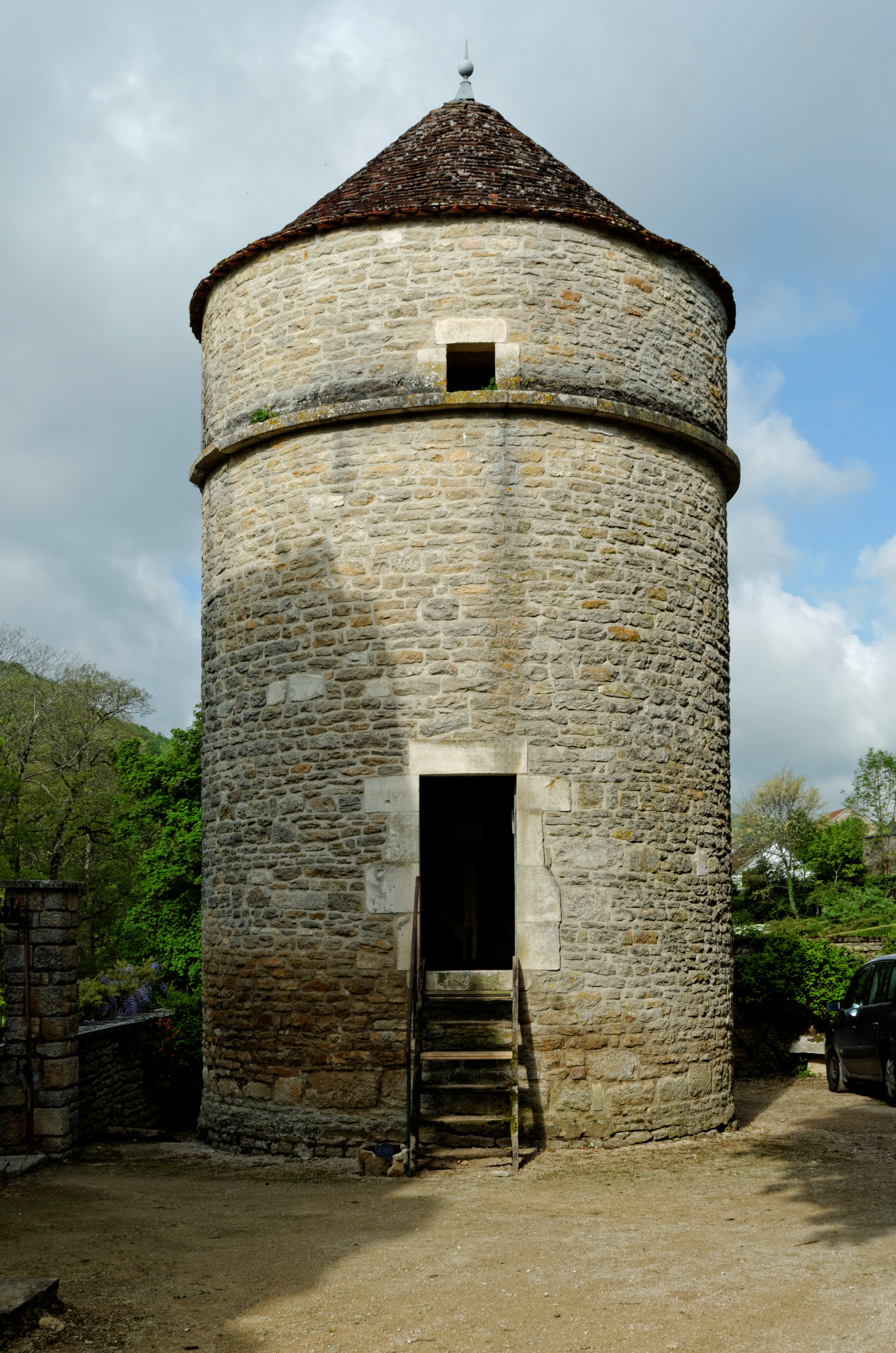
Taubenturm
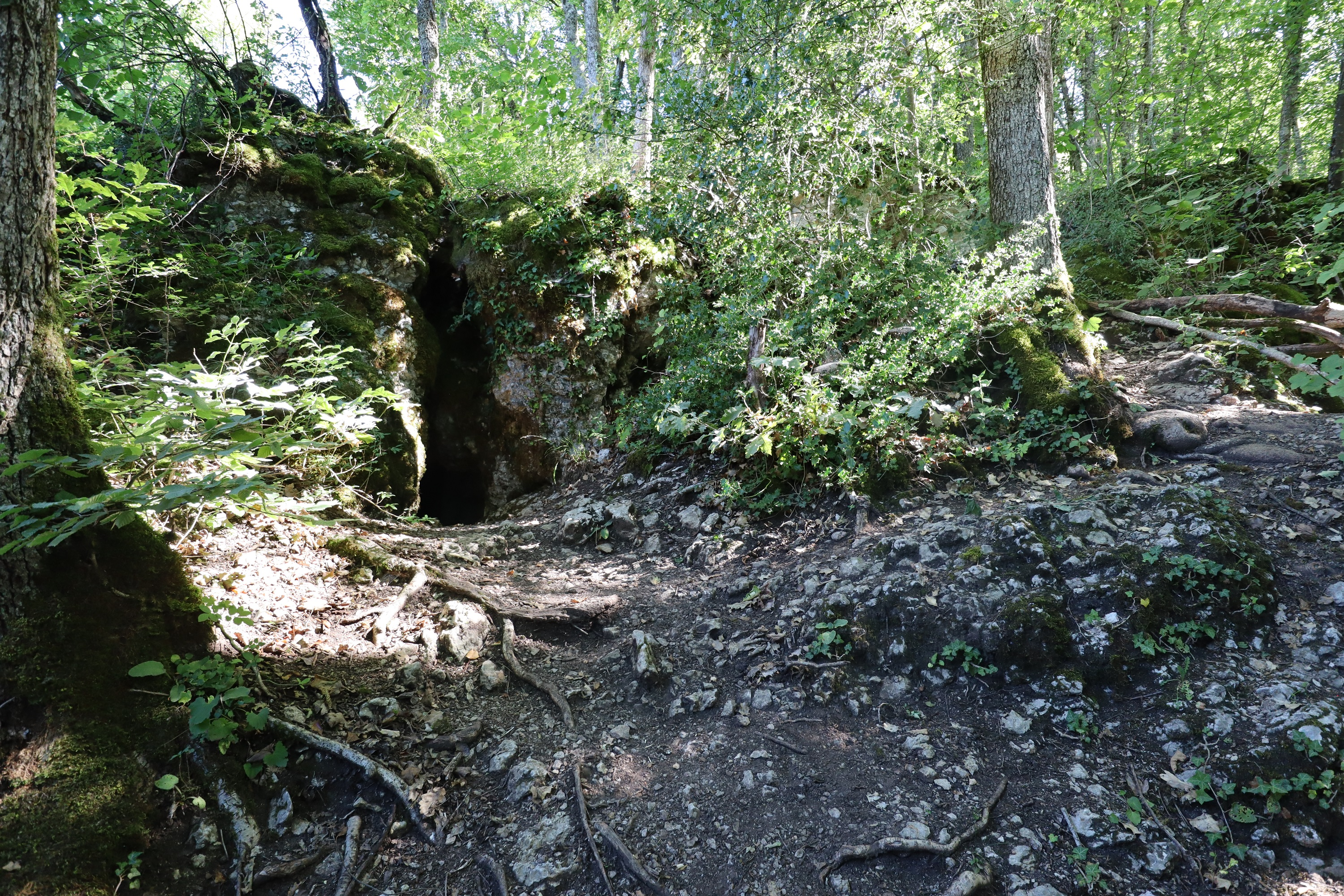
Trou-qui-Fume Höhle in Barbirey-sur-Ouche